# オキシジェン (お笑い)
オキシジェンは、ホリプロコムと漫才協会（2015年加入）に所属する日本のお笑いコンビ。2003年結成。

## メンバー
カルロス三好（かるろすみよし、1980年8月13日 - ）（44歳）
ボケ担当、立ち位置は向かって左。
- 神奈川県横浜市出身。
- 血液型O型。
- 本名および旧芸名：三好 博道（みよし ひろみち）
- 趣味はボーッとすること。特技は柔道。
- 関東学院高等学校、青山学院大学卒。
- 高校時代は柔道部に所属していた。プロレス技は当時から学内ではかなり有名であった。
- 初めての演劇の舞台で主役よりも笑いを取ったことで舞台終了後、主役の人から絞められた経験をもつ。
- いとうせいこうに似ていると言われる。
- 伊集院光の大ファンで、伊集院のラジオでは10年来のリスナーである。
- 子供の頃からお笑い好きで、地元のお祭りのゲストに当時バカルディとして活動していたさまぁ〜ずをリクエストし、そのゲスト出演が実現したことがある。
- 2024年11月4日の漫才協会真打をきっかけに、現在の芸名に改名した。

田中 知史（たなか ともふみ、1977年6月24日 - ）（47歳）
ツッコミ担当、立ち位置は向かって右。
- 鳥取県東伯郡北栄町出身。
- 倉吉東高等学校、青山学院大学卒業。
- 血液型A型。
- 趣味は散歩、変なパーマをあてること。特技は野球、バドミントン。
- 漫画『名探偵コナン』の作者・青山剛昌の従弟。田中の父と青山の父が兄弟である。同作の単行本第6巻（アニメでは第15話）に同名の人物が犯人役として登場している。
- 趣味にもある通り、変なパーマをあてていた時期がある。

## 概要
大学時代に所属していた演劇サークルで2人は出会う。

### ネタ
- 漫才[6]とコントを両方行っている。
  - コントではプロレス技（ドロップキック、ローリングソバット、フロムジャングルなど）のアクションが入ってくるネタ、学校（部活動や不良など）を題材にしたものを披露することが多かった[1]。最近ではローリングの後にかけずに降りてから普通に攻撃したり、一度技をかけて逆の体勢になる（ダメージを受ける方が変わる）と言うスタイルも取っていた[7]。
  - しかし、2010年のキングオブコント2回戦でネタ中に「クリスト」という技（両足で相手の頭に飛び付き2回転した後に関節技）を掛けて上で回転した三好を下で支えていた田中が、大きな負荷がかかった事で右脚を複雑骨折。入院・手術を要するほどの重傷を負い半年くらいは動くこともできなかった。完治した今でも激しい動きはもうできないということから、ネタは漫才中心に変えている[1][8]。漫才ネタの内容は田中が自分でBGMを流す中で三好が他人のゴシップなどの悪口を並べ立てていくもの[8]、色々な物にキャッチフレーズを付けるもの等（この系統で、漫才新人大賞ではあらゆる芸能事務所の社訓を考えるというネタで優勝した[1]）がある。いずれにしても漫才の場合、非常に毒が効いたものとなる傾向がある。
  - 漫才協会入会後は「浅草の師匠ものまね」を演じることがあり、レパートリーは170本。
  - 2024年11月より、漫才協会真打に昇進し、同月4日の浅草東洋館11月上席興行において「真打昇進お披露目」が行われる。漫才協会では29組目の真打で2017年のU字工事以来、7年ぶりの真打昇進となる[9]。

### その他
- ネタに出てくるプロレス技は学生時代、演劇サークルでの経験が基になっている。ホリプロに所属してから約2年間事務所ライブにも出られず、クビを言い渡されそうになった時に最後のつもりのネタ見せ直前までネタが浮かばず、思いつきで飛び跳ねたりプロレス技など激しく動くネタを見せてウケたのがきっかけ。コンビ名も、その演劇サークルから拝借した[2]。
- 2016年3月、ホリプロとパンテーン(P&G)とHuluの合同による未来のスターを発掘する新プロジェクト「あなたの街のイチオシ美少女グランプリ」のスカウトマンに就任。ホリプロの新入社員やテレビディレクターと共に全国各地を周り、「芸能人になれそうなくらいかわいい」女性を探し出してその中からナンバーワンを決定する。ナンバーワンに選ばれた女性にはホリプロへの所属契約と、パンテーンのイメージキャラクター起用という特典が与えられる。
- オキシジェンというコンビ名については、周りからよく「名前が悪い」「覚えづらい」と言われているという。田中のいとこの青山には「みんな大好きだから『カツカレー』なんてどう?」と言われたことがある。また、事務所の先輩である設楽統（バナナマン）には「『ホタテーズ』ってのはどう?」と言われたこともある。なお、ここで考案されたホタテーズというコンビ名は設楽が他のコンビ（現在は解散）に贈っている[8]。
- 漫才協会では新宿カウボーイ、母心、カントリーズ、コンパスと共に「若手五つ星」として推し出していく方針を2016年の漫才大会で発表した[10]。
- 両名とも既婚者である[11][12]。

### 受賞歴等
- 2008年 オロナミンCキングオブコント2008 準決勝進出
- 2016年6月21日 漫才新人大賞 優勝[1]
- 2021年 第3回ビートたけし杯「お笑い日本一」グランプリ[13][14]
- 2023年 第3回30-1グランプリ 優勝

## 出演

### テレビ番組
- イエヤス（中部日本放送）
- 爆笑オンエアバトル（NHK総合） 戦績8勝7敗 最高497KB
- オンバト+（NHK総合） 戦績4勝3敗 最高457KB
- 森田一義アワー 笑っていいとも!（フジテレビ）
- リンカーン（TBS） - 「どんだけぇ〜の泉」「芸人タワー」等に出演
- 関根&優香の笑うお正月（テレビ朝日）
- ジャガイモン（テレ朝チャンネル）
- 浜ちゃんと（日本テレビ）
- ぐるぐるナインティナイン（日本テレビ） - 「おもしろ荘」のコーナー
- お笑い図鑑 ハマヌキ（tvk）
- お笑いメリーゴーランド（TBS）
- キャラ☆キング（テレビ朝日）
- 笑いの祭典 ゴールドステージ!!（日本テレビ）
- ゼベック・オンライン（TOKYO MX、2005年2月14日）
- BSブランチ（BS-i） ＃280 2008年1月12日出演
- 科学大好き土よう塾（NHK教育、2008年）
- 爆笑ピンクカーペット（フジテレビ）　キャッチコピーは「お笑い空中殺法」
- 爆笑レッドカーペット（フジテレビ）　キャッチコピーは「お笑い空中殺法」
- SUPER SURPRISE（日本テレビ、2009年6月12日）
- バナナ炎（TOKYO MX、2009年6月23日）
- お笑いDynamite!（TBS）キャッチコピーは「アクロバティック芸人」→「暴走ガールズトーク」
- ハッピーMusic（日本テレビ、2011年7月9日）
- 週末にしたい10のこと!（日本テレビ、2012年3月17日）
- 第10回 MBS漫才アワード 準決勝  (MBS、2012年)
- お願い!ランキング（テレビ朝日）
- とんねるずのみなさんのおかげでした・博士と助手〜細かすぎて伝わらないモノマネ選手権〜（フジテレビ、2014年7月10日）(第20回・未公開版)
- 東京★漫才コレクション（テレビ東京、2015年8月2日）
- Cygames THE MANZAIプレマスターズ（フジテレビ、2016年12月10日）
- イッテンモノ（テレビ朝日、2018年3月14日）（イッテンモノSP チョウイッテンモノの新コーナー『イッテンモノ自慢』にて）
- ザ・細かすぎて伝わらないモノマネ（フジテレビ、2018年11月24日）
- 有吉ジャポン（TBS、2019年3月22日）
- 人生最高レストラン（TBS、2019年5月4日）
- 有田ジェネレーション（TBS、2019年8月5日）
- ダウンタウンのガキの使いやあらへんで!（日本テレビ、2020年1月26日）
- 林家正蔵の演芸図鑑（NHK総合、2025年2月2日）

### テレビアニメ
- 名探偵コナン（読売テレビ、2016年11月12日） - 警官 役（田中のみ）

### テレビドラマ
- オトメン（乙男）〜夏〜（フジテレビ、2009年8月1日 - 9月26日）-二人ともクラスメート役
- オトメン（乙男）〜秋〜（フジテレビ、2009年10月13日 - 11月3日）
- 仮面ライダーW（テレビ朝日、2009年12月） - 上尾強 役（三好のみ）
- ATARU（TBS、2012年4月15日 - 6月24日） - 玉倉孝 役（三好のみ）

### ラジオ番組
- BANG!BANG!AQUA(木更津エフエム)
- オキシジェンの空飛ぶすいません （木更津エフエム）
- みょ〜なラジオ（2021年4月4日 - 2022年9月25日、BSS山陰放送）[15][16] 田中のみ
- オキシジェンのラジオスープレックス（2022年10月2日 - 、BSS山陰放送）[17]

### ウェブテレビ
- AV紳士2 今宵、アナタと、AVと。（2019年11月1日、ピクションシネマ）[18]三好のみ